# علي عبد الكريم (لاعب كرة قدم)
علي عبد الكريم، لاعب كرة قدم.
لعب سابقاً لأندية الأهلي والسيلية الجيش ونادي الخور ونادي معيذر ونادي البدع.